# 英一蜂 (2代目)
英 一蜂 (2代目) （2代目はなぶさ いっぽう、生年不明‐天明8年（1788年）6月12日）とは江戸時代の英派の絵師。

## 来歴
英一蜂の男。江戸北鞘町に住んでいた。父の一蜂に絵を学んでおり、英を画姓として始めは一蜓と号し、後に一蜂、2代目一蜂と号して明和頃から没年まで作画している。